# Nusaybin
Nusyabin ili Nṣibin, kasniji sirijski Ṣōbā, u antici Nisibis) je grad u turskoj pokrajini Mardin, smješten u jugoistočnom dijelu Sjevernog Kurdistana (istočna Anadolija) a u kome danas uglavnom žive Kurdi. Ranije su u tom gradu živjeli Asirci, Arapi i Armenci. U gradu živi 83.832 stanovnika prema podacima iz 2009.
Nusaybin se nalazi na samoj granici sa Sirijom, nasuprot sirijskog grada Qamishli.
Nusyabin ima izuzetno dugu i bogatu povijest, a prvi put se spominje još 852. pr. Kr. kada je bio dio drevne asirske države.
U njemu se rodio sv. Efrem, crkveni otac i naučitelj.

## Vanjske poveznice
- Nisibis, Katolička enciklopedija
- , Hürriyet Daily News and Economic Review